# Kanton Albertville-Nord
Kanton Albertville-Nord is een voormalig kanton van het Franse departement Savoie. Kanton Albertville-Nord maakte deel uit van het arrondissement Albertville en telde 13.255 inwoners in 1999. Het werd opgeheven bij decreet van 27 februari 2014 met uitwerking op 22 maart 2015.

## Gemeenten
Het kanton Albertville-Nord omvatte de volgende gemeenten:
- Albertville (deels, hoofdplaats)
- Allondaz
- Césarches
- Mercury
- Pallud
- Thénésol
- Venthon